# (13) Egeria
(13) Egeria  ist ein Asteroid des mittleren Hauptgürtels, der am 2. November 1850 vom italienischen Astronomen Annibale de Gasparis am Osservatorio Astronomico di Capodimonte in Neapel entdeckt wurde.
Der Asteroid wurde benannt nach Egeria, der Nymphe von Aricia in Italien, der Frau von Numa Pompilius, dem zweiten König von Rom. Die Benennung erfolgte durch den französischen Astronomen Urbain Le Verrier. Das früher für den Asteroiden verwendete Symbol  war ein Stern und eine Platte.

## Wissenschaftliche Auswertung
Mit Daten radiometrischer Beobachtungen im Infraroten am Mauna-Kea-Observatorium auf Hawaiʻi vom September und November 1974 und am Cerro Tololo Inter-American Observatory in Chile von 1974 wurden für (13) Egeria erstmals Werte für den Durchmesser und die Albedo von 224 bis 250 km bzw. 0,03 bis 0,04 bestimmt. Aus Ergebnissen der IRAS Minor Planet Survey (IMPS) wurden 1992 Angaben zu Durchmesser und Albedo für zahlreiche Asteroiden abgeleitet, darunter auch (13) Egeria, für die damals Werte von 207,6 km bzw. 0,08 erhalten wurden. Radarastronomische Untersuchungen am Arecibo-Observatorium vom 26. bis 30. März 2001 bei 2,38 GHz ergaben einen effektiven Durchmesser von 227 ± 30 km. Eine Auswertung von Beobachtungen durch das Projekt NEOWISE im nahen Infrarot führte 2011 zu vorläufigen Werten für den Durchmesser und die Albedo im sichtbaren Bereich von 227,0 km bzw. 0,07. Nach der Reaktivierung von NEOWISE im Jahr 2013 und Registrierung neuer Daten wurden die Werte 2015 zunächst mit 202,6 km bzw. 0,06 angegeben und dann 2016 korrigiert zu 192,8 oder 208,0 km bzw. 0,09 oder 0,08, diese Angaben beinhalten aber alle hohe Unsicherheiten. Mit einer Auswertung von 10 Sternbedeckungen durch den Asteroiden konnte in einer Untersuchung von 2020 ein mittlerer Durchmesser von 198,9 ± 9,7 km bestimmt werden.

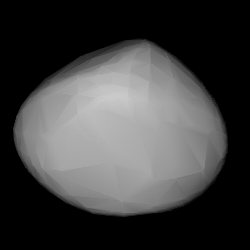
Berechnetes 3D-Modell von (13) Egeria

Eine Untersuchung von 1963 aus China berichtete erstmals über photometrische Beobachtungen von (13) Egeria. Aus der während drei Nächten aufgezeichneten Lichtkurve wurde eine Rotationsperiode von 7,044 h abgeleitet. Neue Beobachtungen gab es 1985 mit dem Carlsberg-Meridiankreis am Roque-de-los-Muchachos-Observatorium auf La Palma und am 3. und 6. Mai 1989 an der Außenstelle El Leoncito des Felix-Aguilar-Observatoriums in Argentinien, bei denen aber keine unabhängige Auswertung einer Rotationsperiode erfolgte.
Dies gelang wieder nach Beobachtungen vom 12. Dezember bis 1. Februar 1995 am Roque-de-los-Muchachos-Observatorium und am 4. Februar 1997 am Charkiw-Observatorium in der Ukraine. Aus allen Messungen wurde für die Rotationsperiode ein Wert von 7,05 h bestimmt, während weitere Beobachtungen vom 25. April bis 29. Mai 1997 am Osservatorio Astrofisico di Catania in Italien zu einem Wert von 6,991 h führten. Am Organ Mesa Observatory in New Mexico gab es zwei Beobachtungskampagnen: Vom 13. September bis 27. Oktober 2007 und dann noch einmal vom 12. Januar bis 8. März 2009. Die hieraus abgeleitete Rotationsperiode von 7,0473 h stand im Einklang mit den früheren Ergebnissen.
Eine Auswertung von archivierten Lichtkurven des United States Naval Observatory in Arizona, der Siding Spring Survey in Australien, des Roque-de-los-Muchachos-Observatoriums und des Astrometrie-Satelliten Hipparcos ermöglichte in einer Untersuchung von 2011 erstmals die Berechnung eines dreidimensionalen Gestaltmodells für zwei alternative Positionen der Rotationsachse mit prograder Rotation und einer Periode von 7,04667 h.
Mit dem neuen Algorithmus All-Data Asteroid Modeling (ADAM) wurde dann 2017 wieder ein Gestaltmodell erstellt, das alle verfügbaren photometrischen Daten in Verbindung mit hochaufgelösten Infrarot-Aufnahmen des Teleskops II am Keck-Observatorium auf Hawaiʻi vom 14. August 2003 sowie Beobachtungen einer Sternbedeckung durch den Asteroiden vom 22. Januar 2008 gut reproduziert. Für die Rotationsachse wurden zwei alternative und verbesserte Positionen mit prograder Rotation bestimmt und die Periode zu 7,046673 h berechnet. Für die Größe wurde ein volumenäquivalenter Durchmesser von 205 ± 6 km abgeleitet. Neue photometrische Beobachtungen von (13) Egeria erfolgten dann noch einmal am 19. August 2019 mit dem ferngesteuerten Teleskop TRAPPIST-South am La-Silla-Observatorium. Aus der Lichtkurve wurde hier eine Rotationsperiode von 7,07 h bestimmt.
Zwischen 2012 und 2018 wurden mit der All-Sky Automated Survey for Supernovae (ASAS-SN) auch photometrische Daten von 20.000 Asteroiden aufgezeichnet. Auf mehr als 5000 davon konnte erfolgreich die Methode der konvexen Inversion angewendet werden, darunter auch (13) Egeria, für die in einer Untersuchung von 2021 ein verbessertes dreidimensionales Gestaltmodell für eine Rotationsachse mit prograder Rotation und einer Periode von 7,04664 h berechnet wurde. Aus archivierten Daten des Asteroid Terrestrial-impact Last Alert System (ATLAS) aus dem Zeitraum 2015 bis 2018 konnte in einer Untersuchung von 2022 mit der Methode der konvexen Inversion eine Rotationsperiode von 7,0463 h berechnet werden.

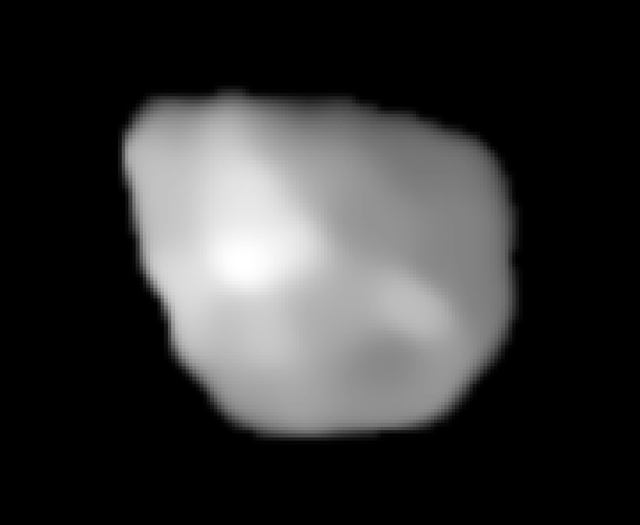
Aufnahme von (13) Egeria durch das Very Large Telescope (VLT) am 4. Mai 2018

Durch die Auswertung einer nahen Begegnung von (13) Egeria mit einem kleineren Asteroiden konnte eine Untersuchung von 2011 ihre Masse auf 15,9·1018 kg mit einer Unsicherheit von ±28 % bestimmen. Abschätzungen von Masse und Dichte für den Asteroiden (13) Egeria aufgrund von gravitativen Beeinflussungen auf Testkörper ergaben dann in einer Untersuchung von 2012 eine Masse von etwa 8,82·1018 kg, was mit einem angenommenen Durchmesser von etwa 215 km zu einer Dichte von 1,70 g/cm³ führte bei einer Porosität von 24 %. Diese Werte besitzen eine Unsicherheit im Bereich von ±50 %. Ein umfangreiches Programm der Europäischen Südsternwarte (ESO) zielte darauf ab, die 3D-Form und damit die Dichte von großen Hauptgürtel-Asteroiden zu ermitteln, um ihre Entstehung und Entwicklung besser zu belegen. Es wurden dazu mit dem adaptiven Optikinstrument SPHERE des Very Large Telescope (VLT) am Paranal-Observatorium in Chile hochauflösende Bilder von 42 großen (D > 100 km) Hauptgürtel-Asteroiden aufgenommen, darunter auch (13) Egeria. Neben hochaufgelösten Bildern des Asteroiden konnten in der finalen Auswertung 2022 unter anderem folgende Daten erfasst werden:
- Mittlerer Durchmesser 202 ± 3 km
- Abmessungen in drei Achsen (238 × 199 × 182) km
- Masse 9,2·1018 kg
- Dichte 2,13 g/cm³
- Albedo 0,09
- Rotationsperiode 7,046664 h
- Position der Rotationsachse mit prograder Rotation